# Lajos Baróti
Lajos Baróti (Szeged, 19 de agosto de 1914-Budapest, 23 de diciembre de 2005) fue un futbolista y director técnico húngaro. Se desempeñaba en la posición de defensa.

## Selección nacional
Fue internacional con la selección de fútbol de Hungría en dos ocasiones. Debutó el 24 de septiembre de 1939 en un encuentro amistoso ante la selección de Alemania que finalizó con marcador de 5-1 a favor de los húngaros.

## Clubes

### Como futbolista
| Club          | País    | Año       |
| ------------- | ------- | --------- |
| Szegedi A. K. | Hungría | 1935-1946 |
| Győri F. C.   | Hungría | 1946-1948 |

### Como entrenador
| Club/selección       | País     | Año       |
| -------------------- | -------- | --------- |
| Győri F. C.          | Hungría  | 1948-1952 |
| Budapesti Postás     | Hungría  | 1952-1953 |
| Vasas Budapest       | Hungría  | 1953-1957 |
| Selección de Hungría | Hungría  | 1957-1966 |
| Újpest F. C.         | Hungría  | 1967-1971 |
| Selección del Perú   | Perú     | 1972      |
| Vasas Budapest       | Hungría  | 1972-1974 |
| Selección de Hungría | Hungría  | 1975-1978 |
| S. S. W. Innsbruck   | Austria  | 1979      |
| S. L. Benfica        | Portugal | 1980-1982 |

## Palmarés

### Como entrenador

#### Títulos nacionales
| Título              | Club               | País     | Año     |
| ------------------- | ------------------ | -------- | ------- |
| Nemzeti Bajnokság I | Vasas Budapest     | Hungría  | 1957    |
| Nemzeti Bajnokság I | Újpest F. C.       | Hungría  | 1969    |
| Copa de Hungría     | Újpest F. C.       | Hungría  | 1969    |
| Nemzeti Bajnokság I | Újpest F. C.       | Hungría  | 1970    |
| Copa de Hungría     | Újpest F. C.       | Hungría  | 1970    |
| Nemzeti Bajnokság I | Újpest F. C.       | Hungría  | 1970-71 |
| Copa de Hungría     | Vasas Budapest     | Hungría  | 1972-73 |
| Copa de Austria     | S. S. W. Innsbruck | Austria  | 1978-79 |
| Primeira Liga       | S. L. Benfica      | Portugal | 1980-81 |
| Copa de Portugal    | S. L. Benfica      | Portugal | 1980-81 |

#### Títulos internacionales
| Título          | Selección            | País    | Año  |
| --------------- | -------------------- | ------- | ---- |
| Torneo Olímpico | Selección de Hungría | Hungría | 1964 |